# 세가 VR
세가 VR은 세가가 만든 가상현실 헤드셋이다. 세가가 초기 기획한 것은 아케이드와 콘솔용(메가드라이브 및 세가 새턴)이었지만, 아케이드 버전을 출시되었으나 가정용 콘솔 버전은 취소되었다.

## 기능
세가 VR은 IDEO기반 가상 현실 헤드셋(HMD)으로, LCD 화면과 입체 음향을 부착하였으며, 관성을 이용해 사용자의 움직임을 관측했다.

## 개발
메가 드라이브를 통해 얻은 자본으로 인해, 세가는 1993년 겨울 Consumer Electronics Show (겨울 CES)에서 200불의 가격으로 메가 드라이브 버전이 출시될 것으로 말했고, 그 대상으로는 아케이드 게임 버추어 레이싱이라고 전했다. 이후 세가는 1994년 봄으로 출시를 늦추었다.
개발의 어려움과 소비자들의 두통과 모션 불안증에 의해 그것은 프로토타입으로만 제작되었고, 결국 출시되지 않았다.

## 게임
뉴클리어 러시, 아이런 해머, 매트릭스 러너, 아웃라우 레이싱 등의 네 가지의 게임밖에는 출시되지 못했으나,
이후 1992년 발매된 버추어 레이싱의 포트로 이를 출시하였다.

## 같이 보기
- 오큘러스 리프트